# Điểm Pasteur
Điểm Pasteur là điểm mà tại đó mức độ oxy (khoảng 0,3% theo thể tích, ít hơn 1% của mức khí quyển hiện tại hoặc PAL) ở trên mà các vi sinh vật hiếu khí và vi khuẩn kỵ khí thích nghi từ quá trình lên men đến hô hấp hiếu khí. Nó cũng được sử dụng để đánh dấu mức độ oxy trong bầu khí quyển ban đầu của Trái đất được cho là đã dẫn đến những thay đổi lớn về mặt tiến hóa. Nó được đặt theo tên của bác sĩ Louis Pasteur, nhà vi trùng học người Pháp đã nghiên cứu quá trình lên men của vi sinh vật kỵ khí và điều này có liên quan đến hiệu ứng Pasteur.
Như đã từng nghĩ trước đây, khoảng 400 triệu năm trước trong thời kỳ Cambri, mức độ oxy trong khí quyển đã tăng từ 0,1 đến 1% so với mức khí quyển hiện tại. Điều này dẫn đến nhiều sinh vật thích nghi từ quá trình lên men đến hô hấp, dẫn đến các sinh vật tiến hóa quang hợp và được gọi là sự bùng nổ kỷ Cambri của các loài. Nó cũng đã được đề xuất rằng mức oxy tăng này làm giảm ảnh hưởng của bức xạ cực tím. Hiện tại đã có tài liệu rõ ràng rằng mức oxy hiện tại đã đạt ít nhất 10% giá trị có từ 2,4 tỷ năm trước (để biết chi tiết xem Thảm họa Oxy).